# Aardman Animations
Aardman Animations Limited, stilizat ca AARDMAN din 2022, este un studio de animație britanic cu sediul în Bristol. Este cunoscut pentru filme și seriale realizate utilizând stop motion și animație plasticină, în particular cele cu personajele sale plasticine din Wallace și Gromit, Evadare din coteț, Mielul Shaun și Morph. După câteva filme scurtemtraj experimentale cu animație pe computer în timpul sfârșitului anilor 1990, începând cu Owzat (1997), Aardman a intrat pe piața animației pe computer cu Aruncat la canal (2006). Din februarie 2020, a încasat 1,1 miliarde de $ mondial, cu o medie de 135,6 milioane de $ pe film.
Filmele Aardman au fost foarte bine primite în mod consistent, iar filmele sale stop motion sunt printre producțiile cu cele mai mari încasări, cu primul lor film din 2000, Evadare din coteț, fiind filmul său cu cele mai mari încasări și de asemenea filmul stop motion cu cele mai mari încasări din toate timpurile.

## Filme
- Evadare din coteț (2000)
- Wallace și Gromit: Blestemul iepurelui (2005)
- Aruncat la canal (2006)
- Marea cursă de Crăciun (2011)
- Pirații! O bandă de neisprăviți (2012)
- Mielul Shaun - Filmul (2015)
- Early Man: Tare ca piatra (2018)
- Mielul Shaun - Farmageddon (2019)
- Evadare din coteț: Chicken Nugget (2023)
- Wallace și Gromit: Răzbunare împănată (2024)

## Seriale de televiziune
- Aard-Man (1972–1973)
- Greeblies (1974–1975)
- The Amazing Adventures of Morph (1980–1981)
- The Art Box Bunch (1995)
- The Morph Files (1996)
- Rex the Runt (1998–2001)
- Smash Hart (1999–2000)
- Angry Kid (1999–2019)
- Wallace & Gromit's Cracking Contraptions (2002)
- The Presentators (2003–2004)
- Creature Comforts (2003–2007)
- Planet Sketch (2005–2007)
- Purple and Brown (2006–2007)
- Pib and Pog (2006)
- Mielul Shaun (2007–prezent)
- Chop Socky Chooks (2007–2008)
- Creature Comforts America (2007)
- A Town Called Panic (2009)
- Timmy Time (2009–2012)
- Wallace & Gromit's World of Invention (2010)
- Canimals (2011–2015)
- Brand New Morph (2014–prezent)
- Golden Morph (2015)
- Morph: The Lost Tapes (2015–2016)
- Meet David Attenborough (2016)
- Motanul deghizat (2016–2017)
- The Very Small Creatures (2022–prezent)
- Lloyd of the Flies (2022–prezent)
- Adventures of Arachnofly (2023–prezent)
- Things We Love (2024–prezent)

## Francize
- Morph (1977–prezent)
- Wallace și Gromit (1989–prezent)
- Evadare din coteț (2000–prezent)